# Perovskieten

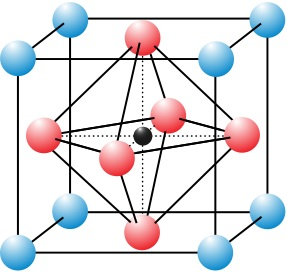
eenheidscel van perovskiet
A
B
X

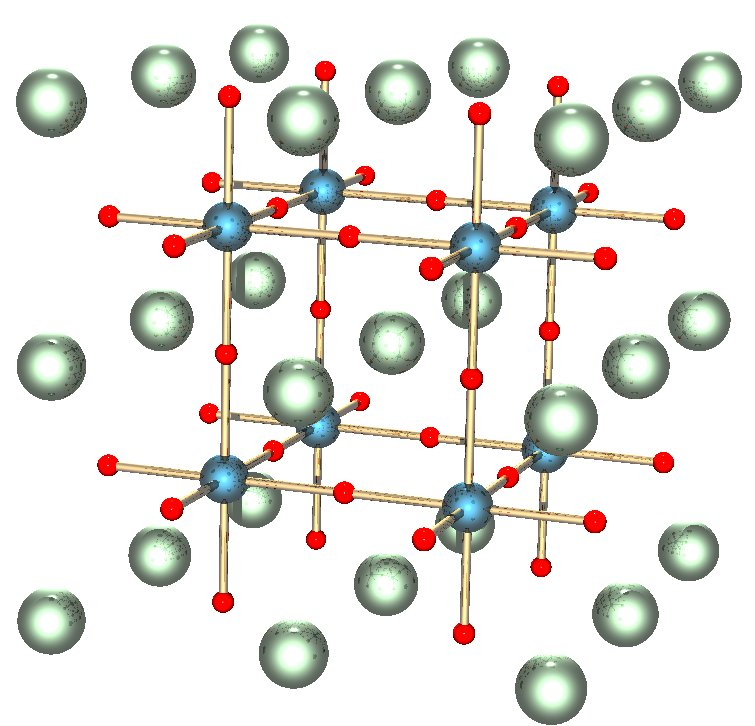
ruimere weergave
A
B
X

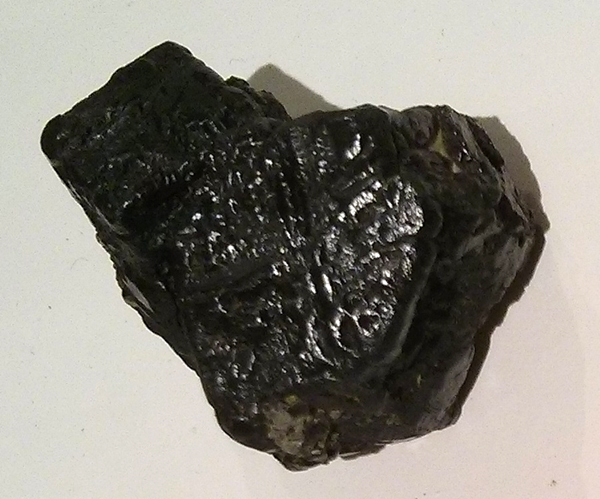
calciumtitanaat uit Koesa

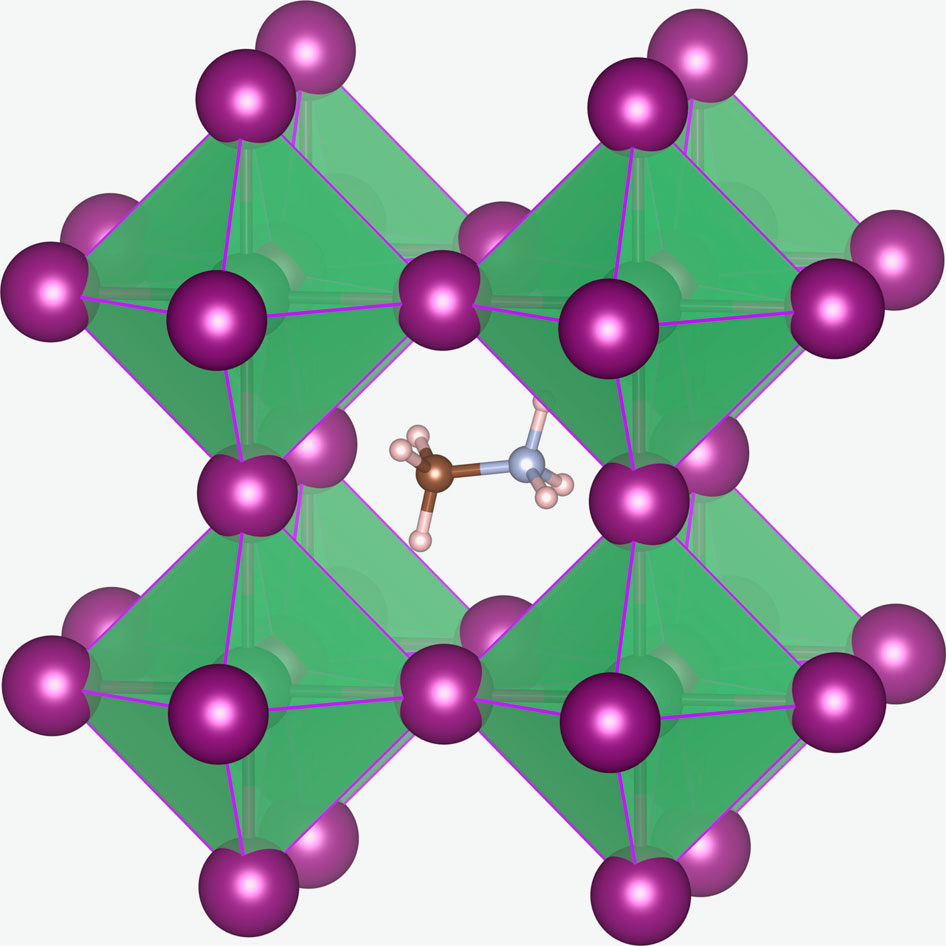
kristalstructuur van CH_{3}NH_{3}PbX_{3} perovskieten, X = I, Br of Cl. Het methylammonium kation CH_{3}NH_{3}^{+} is omgeven door een PbX_{6}-achtvlak.

Perovskieten zijn genoemd naar het mineraal perovskiet, dat voor het eerst in 1839 door Gustav Rose in de Oeral werd ontdekt. Rose droeg het aan de Russische mineraloog LA Perovski (1792–1856) op.
Een perovskiet is ieder materiaal met hetzelfde type kristalstructuur als calciumtitaniumoxide CaTiO3, een combinatie van kubussen en achtvlakken, te vergelijken met die van diamant. De structuur van perovskiet komt in veel oxiden met de molecuulformule ABO3 voor. Perovskieten hebben diverse bijzondere eigenschappen en zijn het onderwerp van wetenschappelijk onderzoek.

## Structuur
De kristalstructuur van perovskiet is kubische vlakgecentreerd, dezelfde als die van diamant. De eenheidscel van perovskiet is dus een kubus.
Er is in de figuur een eenheidscel van perovskiet met molecuulformule ABX3 afgebeeld, de algemene molecuulformule voor perovskieten. A is een monovalent metaalkation, B is een bivalent metaalkation en X een anion (meestal een halide of zuurstof) dat met beide kationen een verbinding aangaat. De A-atomen zijn groter dan de B-atomen. Het B-kation heeft coördinatiegetal zes, de coördinatiepolyeder ervan is een regelmatig achtvlak van anionen. Het A-kation heeft coördinatiegetal 12 en is door een kuboctaëder van anionen omgeven. Samengestelde stoffen met deze structuur zijn perovskiet, lopariet en silicaat perovskiet bridgmaniet.
Het A-atoom bezet in de eenheidscel hoekpunten (0, 0, 0) van de kubus, het B-atoom het midden (1/2, 1/2, 1/2) en de X-atomen het midden (1/2, 1/2, 0) van de zijvlakken. Voorbeelden van de atomen zijn een groter kation, zoals Ca2+ voor A en een klein kation, zoals Ti4+ voor B. De X-atomen zijn meestal zuurstof.
Er zijn vrij strikte vereisten inzake de relatieve grootte van de ionen ten opzichte van elkaar voor de stabiliteit van de kubische structuur. Wanneer die niet opgaan doen zich lichte verbuigingen in het rooster voor, zodat dat minder symmetrisch wordt. Het draaien van het BO6-achtvlak vermindert het coördinatiegetal van een te klein A-kation van twaalf naar acht. Omgekeerd laat het decentreren van een ondermaats B-kation binnen zijn achtvlak het toe om een stabiel bindingspatroon te vormen. De eruit resulterende elektrische dipool leidt tot ferro-elektriciteit, een eigenschap die voorkomt bij perovskieten zoals BaTiO3 die op deze wijze vervormen.
De orthorombische en tetragonale fasen zijn de meest voorkomende niet-kubische varianten.
Complexe perovskietstructuren bevatten twee verschillende kationen op plaats B. Dit geeft de mogelijkheid van geordende en niet-geordende varianten.
Net zoals ieder perovskiet dezelfde kristalstructuur als calciumtitaniumoxide CaTiO3 heeft, is een spinel een groep vergelijkbare mineralen met de chemische samenstelling MgAl2O4. Door de faseovergang van mantelgesteente van een spinel- naar een dichtere perovskietstructuur te bestuderen kan inzicht inzake de mantelconvectie worden verkregen.

## Voorbeelden
In eenvoudige vorm: strontiumtitanaat, calciumtitanaat, loodtitanaat, bariumtitanaat, bismutferriet, lanthanum-ytterbiumoxide, silicaatperovskiet en lanthanummanganiet.
In vaste oplossingen: lanthanumstrontiummanganiet, LSAT lanthanumaluminaat - strontiumaluminiumtantalaat, loodscandiumtantalaat en loodzirconaattitanaat.

## Eigenschappen
Perovskieten hebben verschillende eigenschappen: ferro-elektriciteit en anti-ferro-elektriciteit, ferromagnetisme en anti-ferromagnetisme, kolossale magnetoresistentie, ferro-elasticiteit, supergeleiding, ladingsordening, spinafhankelijk transport, thermopower en interactie van structurele, magnetische en transporteigenschappen.

## Toepassingen
Materiaalkundigen maken gebruik van de superconductiviteit, magnetoresistentie, ionische conductiviteit, en diëlektrische eigenschappen om toepassingen te bedenken in micro-elektronica en telecommunicatie. Door de flexibiliteit van de bindingshoeken in de structuur zijn er veel verschillende soorten vervorming die nuttig kunnen blijken.

### Zonnecellen
Synthetische perovskieten bieden de mogelijkheid van een goedkoop basismateriaal voor efficiënte commerciële zonnepanelen. De omzettingscoëfficiënt gaat met rasse schreden vooruit en had in 2016 al 22% bereikt. Perovskietcellen kunnen met bestaande dunnefilmtechnieken worden gefabriceerd. Methylammonium tin halides en methylammonium lood halides zijn interessant voor gebruik in dye-sensitized zonnecellen. Het produceren van perovskietcellen is potentieel tegen lage kosten mogelijk, dankzij de techniek bij lage temperaturen en omdat er geen zeldzame elementen nodig zijn.
De duurzaamheid van de cellen is momenteel onvoldoende voor commerciële toepassingen, omdat ze gevoelig zijn voor vocht, UV-licht, zuurstof en warme temperaturen. Het vervangen van de organische transportlaag door metaaloxiden draagt sterk bij tot stabilisering. Er bestaat ook bezorgdheid over de giftigheid van de cellen. Gebruik op grote schaal dreigt giftige lood- en tin-verbindingen in het milieu te brengen.
De Poolse Olga Malinkiewicz vond in 2014 een manier om met een inkjetprinter perovskietcellen goedkoop op diverse materialen aan te brengen. Dankzij de lage temperaturen werden de productiekosten sterk gedrukt, met behoud van efficiëntie.

### Fotolyse en elektrolyse
Onderzoekers van de Technische Universiteit van Lausanne meldden in september 2014 dat ze met zonnecellen uit perovskiet waterfotolyse hadden verricht. Door de lage kosten van hun opstelling en de hoge efficiëntie, 12,3 %, is dit een veelbelovende manier om water te splitsen.
Perovskieten kunnen ook voor het genereren van zuurstof uit water dienstig zijn. De familie van de metaaloxiden bevat daarvoor zeer werkzame katalysatoren.

### Lasers
Onderzoekers toonden in 2008 aan dat met perovskiet laserlicht kan worden gemaakt. LaAlO3 gedopeerd met neodymium gaf laseremissies aan 1080 nm. Men kon in 2014 met gemengde cellen van methylammonium lood halide CH3NH3PbI3-xClx zichtbaar pomplicht omzetten naar laserlicht bijna in het infrarood met een efficiëntie van 70%.

### LED
De organometaalhaliden zijn geschikt gebleken om leds met hoge helderheid te maken. Elektroluminescentie is aangetoond in het bijna-infrarood, groen, rood en recent ook blauw. De kosten van het productieproces zouden minder worden, doordat er geen hoge temperaturen of vacuüms zijn vereist. De aanwezigheid van lucht, water en hitte zorgt echter voor snelle degradatie van de perovskiet-kristallen.

### Brandstofcellen
Er wordt onderzoek verricht naar het gebruik van perovskieten als sensoren en elektrokatalysatoren in sommige types brandstofcellen.

### Geheugen en spintronics
Perovskieten kunnen mogelijk in nieuwe vormen van computergeheugen, bijvoorbeeld memristors, worden gebruikt.